# Distretto di Valsad
Il distretto di Valsad è un distretto del Gujarat, in India, di 1 410 680 abitanti. Il suo capoluogo è Valsad.